# 阿拉萨克站
阿拉萨克站，是法国的一个铁路车站，位于法国城市阿拉萨克。

## 位置
阿拉萨克站位于阿拉萨克市区的西部，奥尔良－蒙托邦铁路483.497公里处，距离布里夫大约17公里。车站大致呈南北走向，开口朝东。

## 设施
因客流量较小，阿拉萨克站的人工售票窗口仅每周五14:45~19:00开放。该站亦设有自动售票机等设施。

## 停靠线路
以下列车线路在阿拉萨克站停靠
| 阿拉萨克站列车线路表 |      |               |                  |              |
| 线路                 | 车种 | 上一站        | 下一站           | 大致运行频率 |
| 利摩日—布里夫        | TER  | 于泽士/维茹瓦 | 布里夫拉盖亚尔德 | 每天8趟左右  |
| 1.                   |      |               |                  |              |

## 配套交通

### 长途客车
阿拉萨克站附近暂无固定长途客车线路经过，SNCF提供少量预定大巴车（TAD）线路。当沿线铁路施工或罢工时，SNCF可能也会提供途径沿线的临时客车线路，上下车地点位于阿拉萨克市区。

### 市内交通
阿拉萨克站附近暂无城市公共交通线路。

### 社会车辆
阿拉萨克站门口设有社会车辆停车场。

## 临近车站
| 阿拉萨克站（Gare d'Allassac）  |                    |                    |
| 上行车站                       | 线路               | 下行车站           |
| 维茹瓦站                       | 奥尔良－蒙托邦铁路 | 布里夫拉盖亚尔德站 |
| - 本表仅显示运营中的线路及车站 |                    |                    |